# アレクサンドラ・オブ・デンマーク
アレクサンドラ・オブ・デンマーク（英語: Alexandra of Denmark,デンマーク語: Alexandra af Danmark, 1844年12月1日 - 1925年11月20日）はイギリス国王エドワード7世の妃でイギリス王妃、インド皇后。
リュクスボー朝初代デンマーク国王クリスチャン9世の長女。長兄にデンマーク王フレゼリク8世、弟にギリシャ国王ゲオルギオス1世、妹にロシア皇帝アレクサンドル3世の皇后マリアとハノーファー王国の元王太子妃テューラ。ジョージ5世とノルウェー国王ホーコン7世の妃モードの母。
エドワード7世と結婚し、3男3女の母となる。なお6児全員年子である。夫エドワードの不倫と冷え切った夫婦関係や姑ヴィクトリア女王との愛憎表裏一体する複雑な確執などで心身ともに疲れ果てたが、王太子妃時代には戦争で亡くなった遺族の経済援助のためイギリス陸海空軍人家族協会を設立したり、王妃時代はイギリス陸軍看護施設を設立したりと功績を残した。

## フルネーム
英語全名はアレクサンドラ・キャロライン・マリー・シャーロット・ルイーズ・ジュリア・オブ・シュレスヴィグ＝ホルスタイン＝ゾンダーバーク＝グリュックスバーク（Alexandra Caroline Marie Charlotte Louise Julia of Schleswig-Holstein-Sonderburg-Glücksburg）
デンマーク語ではアレクサンドラ・カロリーネ・マリー・シャロデ・ルイーセ・ユリア・ア・シュレスヴィグ＝ホルステン＝ゾンダーボー＝リュクスボー（Alexandra Caroline Marie Charlotte Louise Julia af Slesvig-Holsten-Sonderburg-Glücksburg）

## 生涯

### デンマーク王女
1844年12月1日、デンマークの首都コペンハーゲンで、後にデンマーク王クリスチャン9世となるグリュックスブルク公子クリスチャンとその妃ルイーセの長女として誕生した。アレクサンドラは家族からは「アリックス」（Alix）という愛称で呼ばれた。妹のダウマー（後のロシア皇后マリア・フョードロヴナ）とは歳も近く、同じ部屋で育ったということもあり、大の仲良しだった。父が1852年の王位継承法で嗣子のいないデンマーク国王フレゼリク7世の継承者に選ばれるまではシュレースヴィヒ・ホルシュタイン・ゾンダーブルク・グリュックスブルク公であったが、財力がなかったためにデンマーク王室から無料で借りたコペンハーゲン市内の小さな家で暮らしていた。家庭教師を雇う金銭的余裕もなかったためにアレクサンドラは妹弟ともに両親から教育を受け、英語はイギリス人看護婦とコペンハーゲンのイギリス人牧師から習った。ダウマーとともに美貌の王女と呼ばれ、2人が結婚年齢に達するとヨーロッパの諸王室から縁談が舞い込んだ。
そんな中、王位を継承して間もない父クリスチャン9世にイギリス政府からアリックス王女とイギリス王太子アルバート・エドワードとの縁談が持ちかけられた。イギリス王室との縁談は、経済的窮地にあるデンマーク王室にとって願ってもない話だった。しかし、当時デンマークはプロイセンとシュレースヴィヒ＝ホルシュタインを巡って争っており、親普派であるヴィクトリア女王はデンマーク王女を王太子妃に迎えることに消極的だった。また、イギリス王室はジョージ1世以来ドイツ領邦とのつながりが深く、ヴィクトリア女王の母ヴィクトリア・フォン・ザクセン＝コーブルク＝ザールフェルトと夫アルバート公はドイツ出身、また長女ヴィクトリアをプロイセン王太子に、次女アリスをヘッセン大公子にそれぞれ嫁がせていた。
しかし、アルバート・エドワードの素行の悪さを直したかった女王は、美貌の妃を与えて大人しくさせることを考えた。そこで重い腰を上げ、美貌の誉れ高いアリックス王女と会うことを決めた。アリックスとの対面場所はヴィクトリア女王の叔父ベルギー国王レオポルド1世の住むベルギー王宮に決めた。レオポルド1世は失態のないようベルギー王宮の女官たちにあれこれ見合いの準備を細かく指示した。この縁組に消極的だったヴィクトリア女王とアルバート・エドワードは、対面したアリックスのその美貌に惚れ込み、共に王太子妃に望んだためこの縁談は成立した。イギリス王太子と婚約したアリックスは結婚のためデンマークからイギリスに旅立った。コペンハーゲンから発つ際、大の仲良しだった妹ダウマーは涙して見送った。

### プリンセス・オブ・ウェールズ

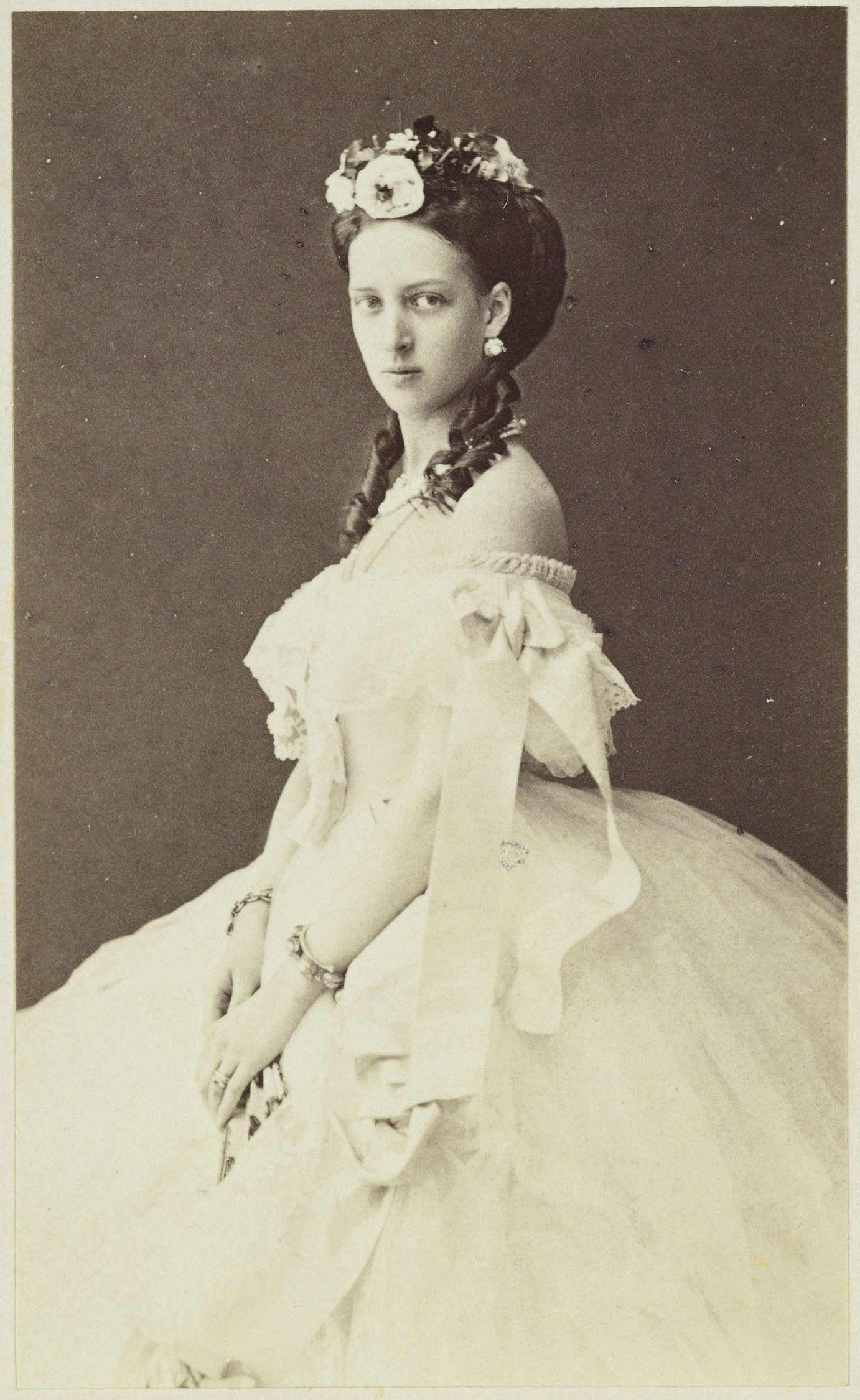
アレクサンドラ王太子妃（1864年撮影）

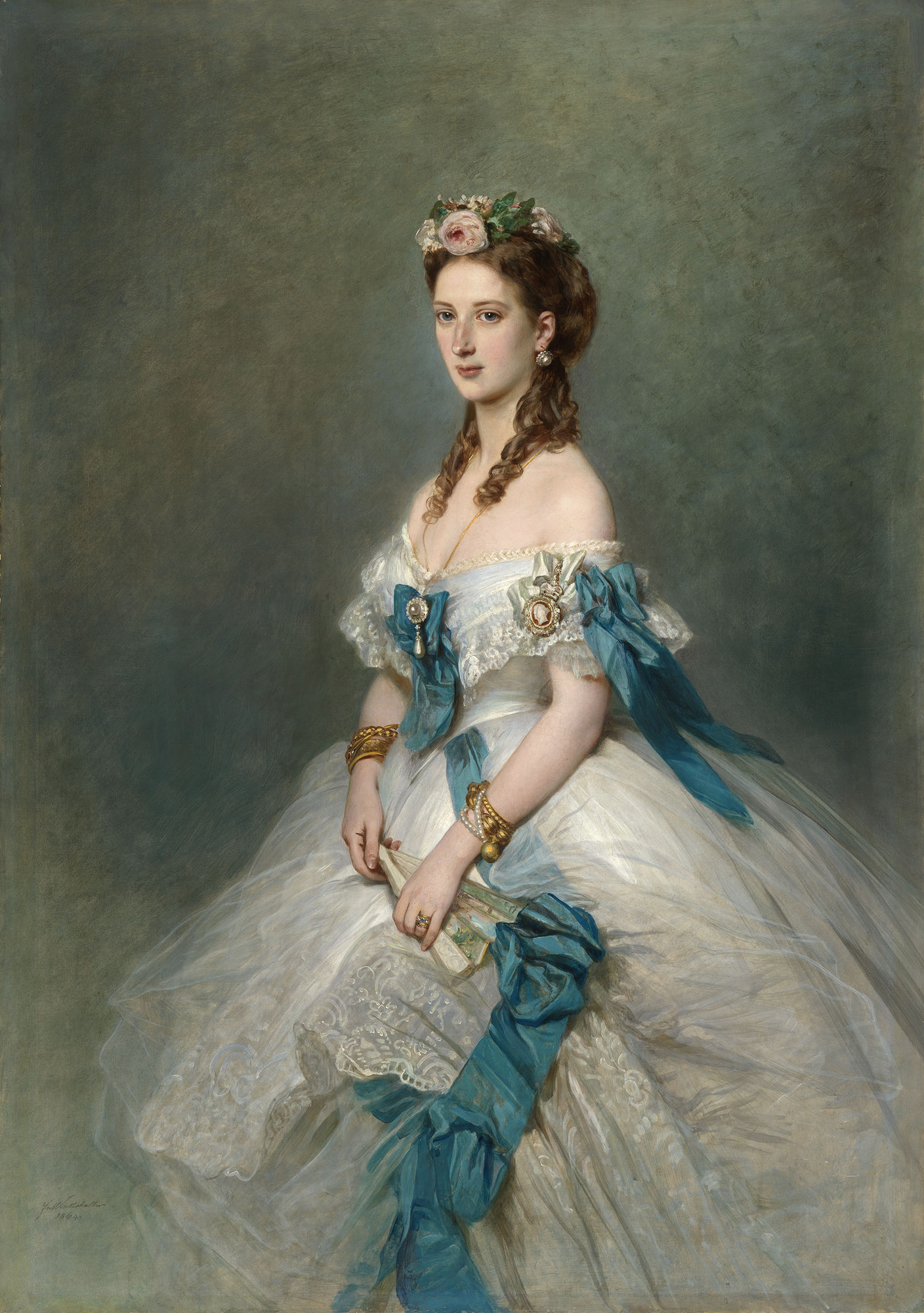
アレクサンドラ王太子妃（ヴィンターハルター画）

1863年3月10日、王太子アルバート・エドワードと結婚。プリンセス・オブ・ウェールズとなる。2人の間には3男3女が生まれたが、結婚後も王太子の奔放な女性遍歴は絶えることはなかった。夫の不倫と自分への愛情の無さを見て見ぬふりを通し、その屈辱を子育てで耐え忍んでいたアリックスは、息子たちに「お父さまの様に愚かな人間になってはなりませんよ」と言い聞かせていた。夫の漁色と愛情の無い冷え切った夫婦生活で悩むアリックスは、妹ダウマー夫妻の仲の良さを羨ましがったという。
アリックスは、夫の愛人と言われた女性には蔑称をつけて呼んでいた。また、夫と関係を噂されている女性が連れ立って歩いているのを見かけると、夫をその女性共々「豚」に例えた事もある。子育てに専念する事で夫の不倫と冷え切った夫婦関係の屈辱を耐えていたアリックスも、子供が親元から離れていくと、一人で屈辱に耐える日々が始まる。そんなアリックスを打ちのめしたのが、長男アルバート・ヴィクターの死であった。未来の国王として育ててきたアリックスにとって、アルバート・ヴィクターが28歳の若さで病死したことは大きな痛手で、一時は王室行事に出席しない日々が続いた程だった。
アルバート・ヴィクターの婚約者だったテック公女メアリーは、次男ジョージ・フレデリック（後のジョージ5世）と結婚した。ジョージは長男よりも手のかかった王子で、一度癇癪を起こすと暴れ出すという気性の激しい次男を育てるのは苦労した。また、メアリー妃は姑のアリックスとは性格や価値観の不一致で仲が悪かった。1894年、メアリーはエドワード王子（後のエドワード8世）を出産したが、イギリス王室のしきたりに従い子供の教育を一切せず、侍従や女官に任せていた。子供には母親の愛が必要と感じたアリックスが、もう少し子供に接するように注意したが、メアリーは「王室のしきたり」だとして姑の言葉を一切聞き入れなかった。メアリー妃はヴィクトリア女王のように王室のしきたりを厳重に守っており、ヴィクトリア女王もメアリーを愛していた。そのため、アリックスは孫たちには祖母として、時には母親として接した。特に、1901年にヴィクトリア女王が崩御した後に、次男夫妻が9ヶ月もの間4人の子供達を置いて植民地などを訪問する事となった際は、両親に甘えることすらできない孫達を不憫に思い、非常に可愛がりながら接していたという。
アリックスの義理の妹でヴィクトリア女王の四女ルイーズが年頃になると、ヴィクトリア女王は娘のために良い嫁ぎ先を探し始めた。アリックスは「自分の兄であるデンマーク王太子フレゼリク（後のフレゼリク8世）はどうか」と打診した。が、女王は第一次シュレースヴィヒ＝ホルシュタイン戦争で、長女ヴィクトリアのいるプロイセンと義理の娘アリックスの故国デンマークとが争った事態に心を痛めていたため、この縁組に反対した。結局ルイーズはスコットランド貴族のアーガイル公爵の後継者のローン侯爵ジョンと結婚した。これにはアリックスの夫アルバート・エドワード王太子が難色を示した（当時、一国の君主の娘が臣下に降嫁することは問題外であった）。
アリックスは義弟のザクセン＝コーブルク＝ゴータ公アルフレートの妃マリアとも仲が悪かった。彼女の父ロシア皇帝アレクサンドル2世は、娘マリアには“Her Imperial Highness”の称号を使わせつづけることを無理やり英国王室に承知させるなど、父娘で傲慢さが評判だった。1887年、ヴィクトリア女王在位50年式典での座席位置でどちらが上位に座るかが問題になるとマリアは「自身はロシア皇女であり、たかがデンマークの一王女にすぎないアリックスよりも立場は上」と発言。一方、アリックスは「ロシア皇女といっても前皇帝の娘、今のロシア皇帝の妃は自身の妹であり、たかがドイツの一公国の妃にすぎないマリアが上位なのはおかしい」と主張。しかし結局、マリアが上位に座ることとなり、アリックスは屈辱を甘受せざるを得なかった。
この当時は、ロシア皇后となった妹ダウマーとは、毎年のようにパリで落ち合い、お揃いのドレスで社交界に現れたり、デンマークの実家で互いの家族と休暇を楽しんだり、一家で親交を深めた。父のクリスチャン9世亡き後はコペンハーゲンの北にダウマー一家と会うための別荘を共同で購入している。
アリックスは、妹ダウマーの息子で甥である皇太子ニコライ（後のニコライ2世）とヘッセン大公女アレクサンドラ（夫の妹アリスの四女）の結婚を、ダウマーと皇帝アレクサンドル3世夫妻と共に反対した。アレクサンドラ大公女は、非社交的でヒステリックな癇癪を引き起こす事がたびたびあり、広大な領地をもつロマノフ王朝の皇后として責務を果たせるのかどうかを疑っていた。また、アレクサンドラの生家のヘッセン大公家では、一族に次々と不吉な出来事が起きていたため、ヘッセン大公家の血を引くアレクサンドラがロシア帝室に嫁ぎ、ロマノフ家に不幸が及ぶのではないかと心配していた。
そんなさなか、ダウマーの夫でアリックスの義弟アレクサンドル3世が病に倒れ、1894年に崩御した。アレクサンドル3世の葬儀参列のため、夫のアルバート・エドワードと共にロシアを訪問し、夫の崩御で悲しみに暮れるダウマーを励ました。また、ニコライ2世に、ダウマーと共に改めてアレクサンドラとの結婚に反対したが、アルバート・エドワード王太子とニコライ2世が取り決めて、結婚が成立した。最後までこの結婚に反対したアリックスとダウマーは祝うことができなかった。
その誇り高い美貌のために、アリックスは《イングランドのエリーザベト》とも呼ばれた。オーストリア帝国の皇后エリーザベト本人もアリックスの美貌と自身の美貌のどちらが優れているか気にしており、ヴィクトリア女王の晩餐会に出席した際には、いち早く言葉を交わした。また、夫のエドワード・アルバートは、エリーザベト皇后とルドルフ皇太子と仲が良かった。

### 子女たちの結婚

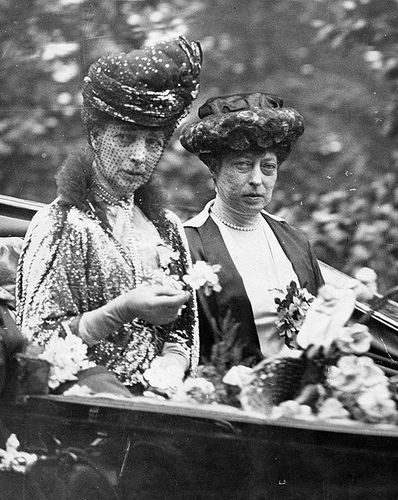
ヴィクトリア王女とアリックス（左・1920年頃）

アリックスは子女たちの結婚に対し、姑ヴィクトリア女王や夫エドワード・アルバートが勧める縁談でも反対する事が多々あり、それが影響して破談となる事もあった。クラレンス公アルバート・ヴィクターの妃候補にヘッセン大公女アレクサンドラ（後のロシア皇后アレクサンドラ）が浮上したが、アリックスが断固反対し白紙に、次男ヨーク公ジョージとザクセン＝コーブルク＝ゴータ公女マリー（後のルーマニア王妃）が恋愛関係にあり結婚に進展した際、ヴィクトリア女王や王室の面々が賛成しても反対し破談となるなど、また、次女ヴィクトリアが生涯独身であったのも、アリックスが愛娘の健康に配慮し、結婚を思い留まらせたためとも言われており、ヴィクトリア女王や夫アルバート・エドワードの影に隠れがちだったアリックスも、王室内では発言力も有していたのである。

### イギリス王妃

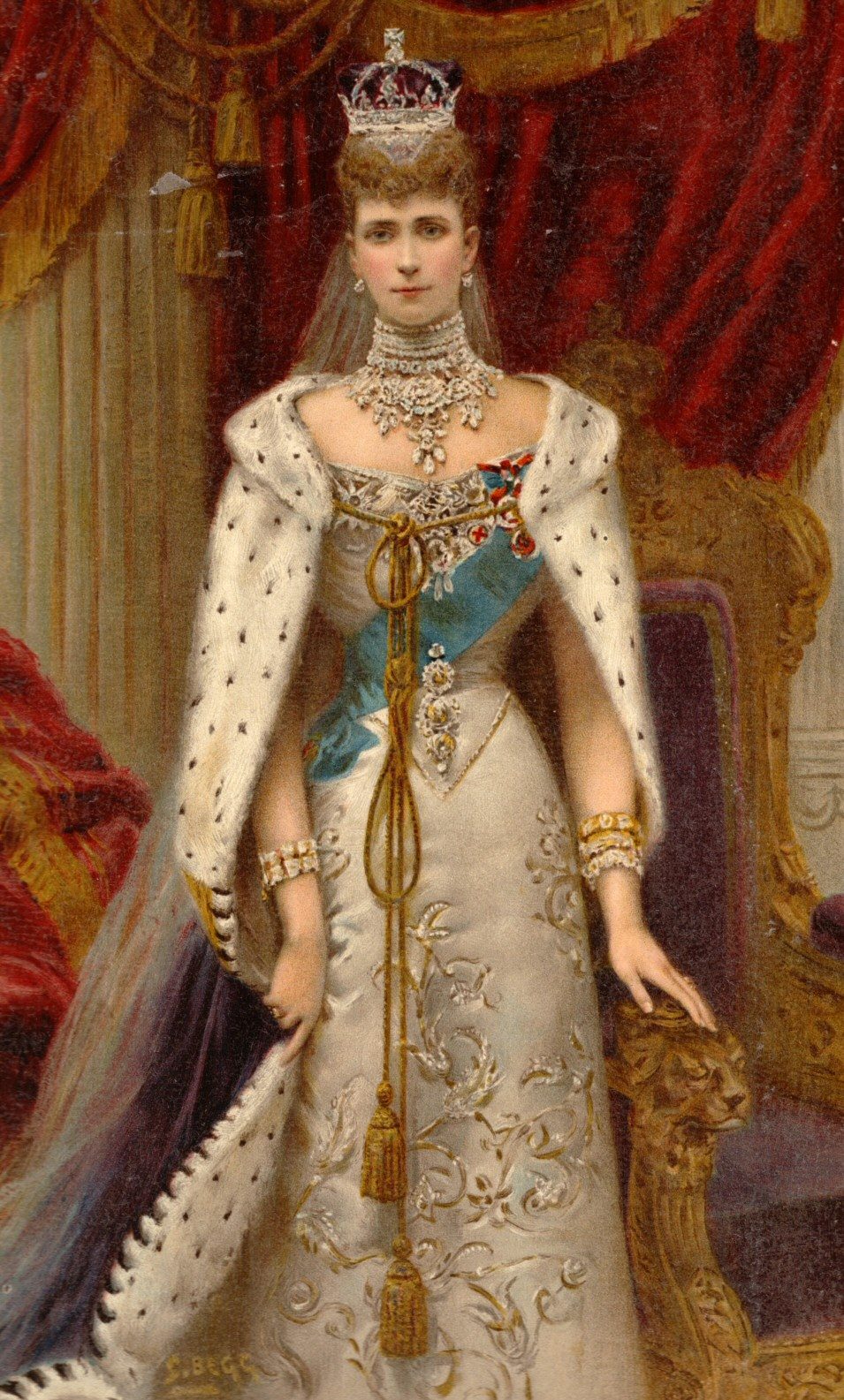
戴冠式でのアレクサンドラ

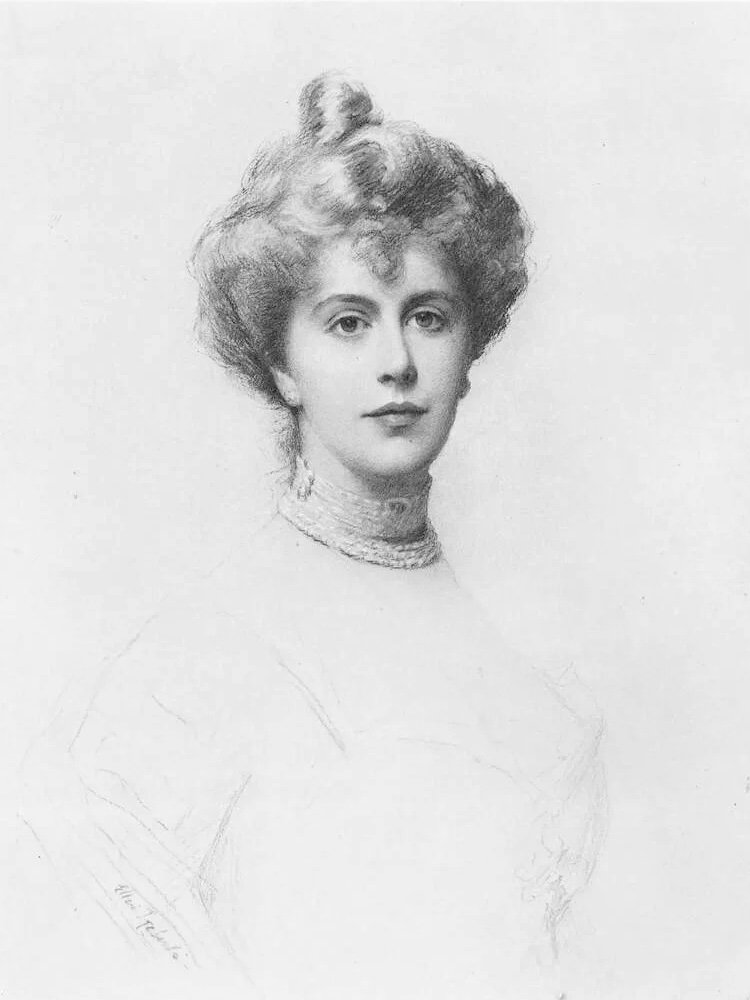
アリス・ケッペル

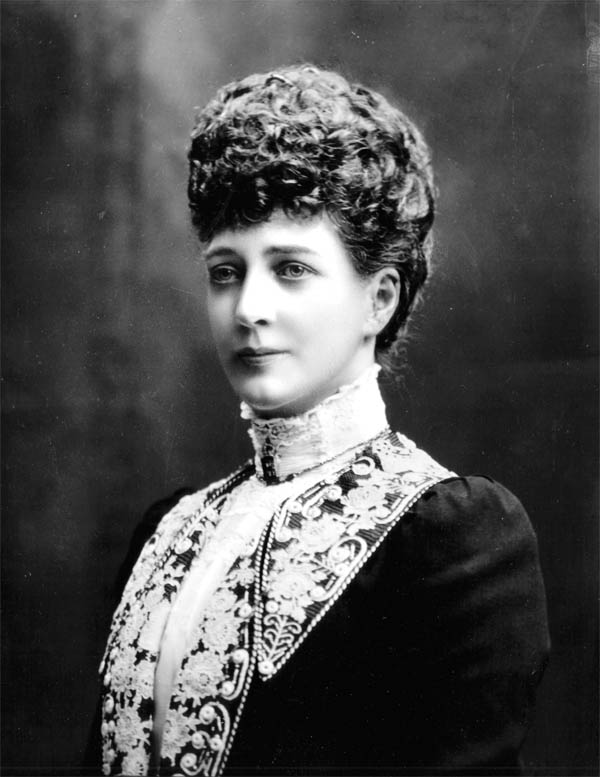
王妃アレクサンドラ（1902年）

1901年、ヴィクトリア女王の崩御により、アルバート・エドワードがエドワード7世として即位し、アリックスはイギリス王妃となった。既に50歳を超えていたが、30代に見えたというほどの美貌を誇った。
「潔癖症で手に接吻を受けるのを嫌う」「約束の時間を守れない」といった悪評もあったが、ヴィクトリア女王の長く重苦しい治世の後に、アリックスの天性の明るさは、誰からも好感を持たれたという。
エドワード7世の女遍歴はその後も絶えず、生涯愛人が切れ目なくそばにいた。1910年、王が危篤に陥ったとき、王妃はできる限りの連絡をとって王の友人を招き、最後の別れをさせた。
しかしアリックスは夫の最愛の女性であるアリス・ケッペルだけは、危篤状態になったエドワード7世自らが連絡をとって、最後の別れをするために手元に呼び寄せたにも拘らず、夫が危篤になるや国王の寝室から追い出した。その後もアリスには気を許さず、一生彼女を憎悪してやまなかった。
エドワード7世の王太子時代からの愛人であったアリスは、王太子妃アリックスと同様、時にはそれ以上の扱いを受け、王室の公式行事にエドワード7世と共に参列した。公衆の面前でエドワードと同道する際、彼女は控えめに振る舞った。自分の愛妾としての立場を十分にわきまえ、王妃への儀礼を第一に心がけていたが、エドワード7世はアリスが自分の寝室に自由に行き来できるように取り計らっていたため、彼女はアリックスを無視して寝室に入り、その目前でエドワード7世を愛撫したりするなど、アリックスをいらだたせた。

### イギリス王太后
1917年にロシア革命が勃発し、甥であるロシア皇帝ニコライ2世が退位してロマノフ王朝が打倒されると、アリックスは皇帝一家の安否を心配した。そんな中、ロシアで皇族・貴族の迫害が始まり、妹ダウマーら一部の皇族・貴族はクリミア半島のヤルタに幽閉された。妹が幽閉されている事を知ったアリックスは、一家の救出に奔走し、息子ジョージ5世も、戦艦マールバラを差し向けて、皇太后マリア（ダウマー）と娘一家らをクリミアから黒海を経て救い出した。ロシア皇帝ニコライ2世一家の銃殺を知らせる公式文書が届いた時、アリックスはジョージ5世とともに大きな衝撃を受けた。その後、クリミアから救出されたダウマーに再会したが、ジョージ5世がニコライ2世一家の亡命を拒んだのであり、実の息子や孫たちを殺された妹に言葉をかけられなかったと言う。

## 補記

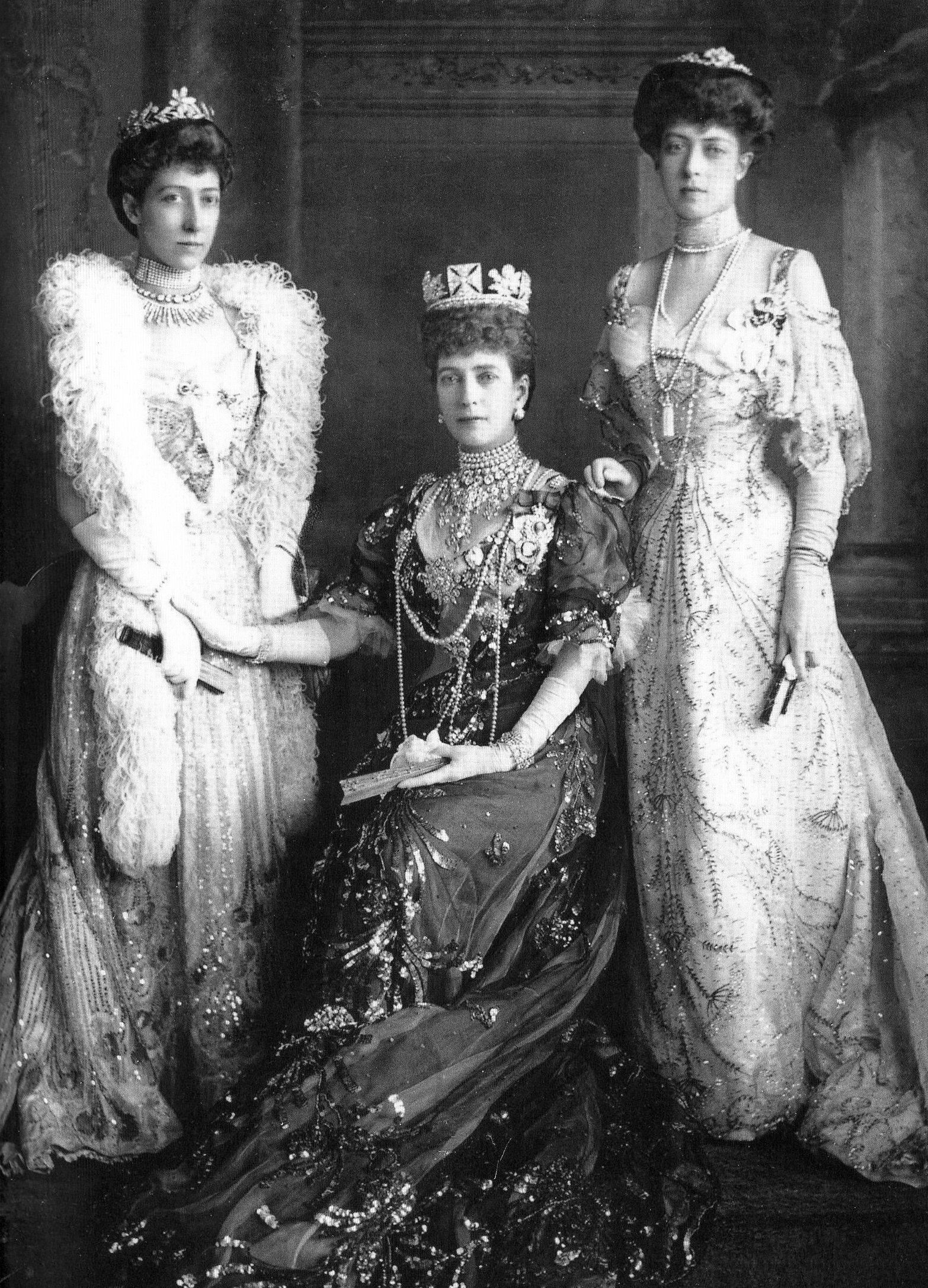
左からルイーズ、アレクサンドラ、ヴィクトリア

- 難聴の障害があったが、歳を追うごとに深刻化して悩ませた。
- 瘰癧（るいれき。頸部リンパ節結核）の手術による醜い傷跡が首にあり、それを隠すため長い美しい髪を垂らした。髪を結い上げるのが流行すれば、宝石をちりばめたチョーカーをし、それぞれが王妃の作った流行となった。なお、夫エドワードがアリックスへの愛情を完全に無くし、以後彼女を顧みなくなったのは、この傷跡を見たからだといわれる。

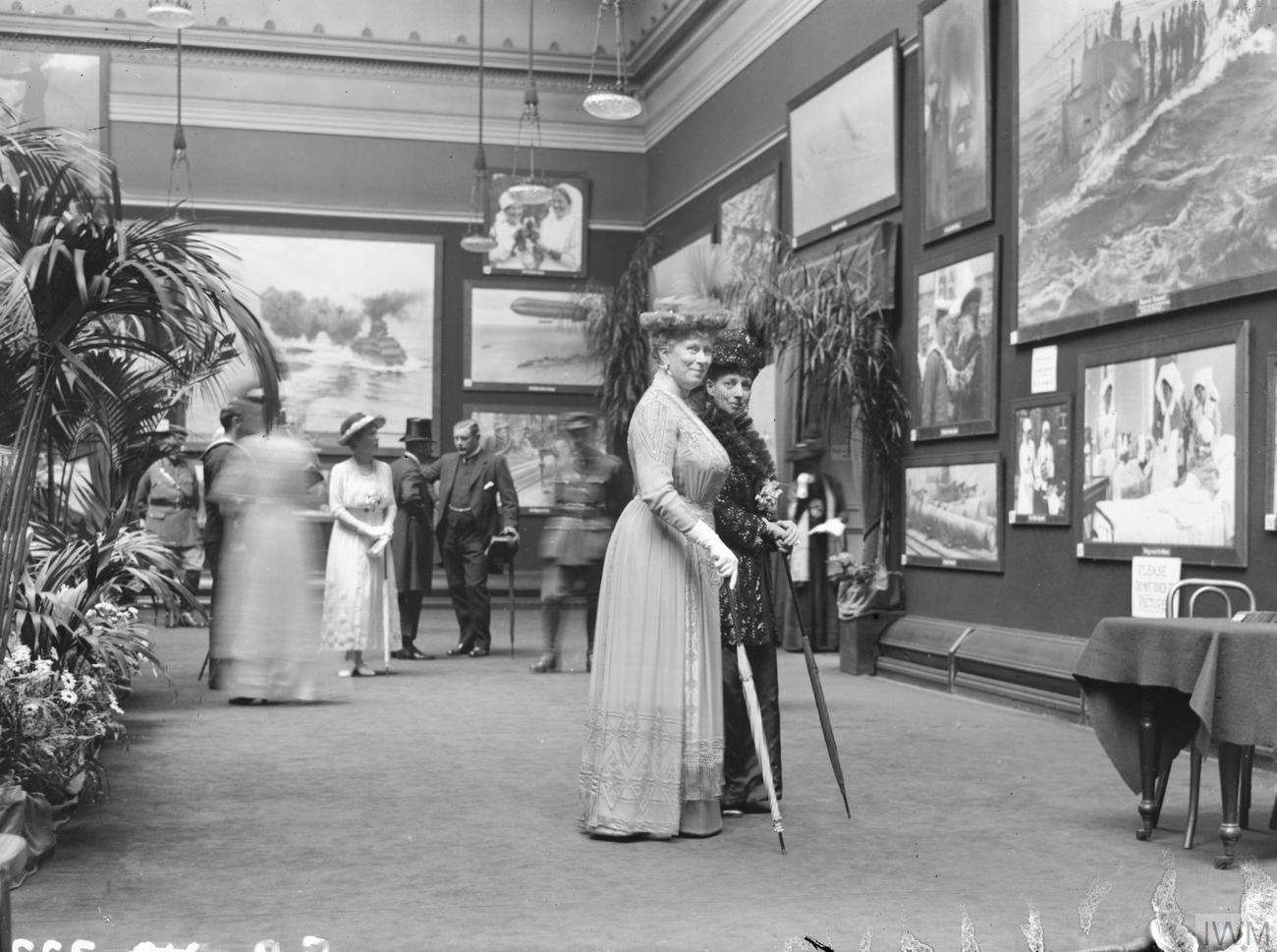
パラソルを手にするアレクサンドラ（1918年）

- 1867年、3人目の子供ルイーズを出産後に合併症にかかって足を自由に動かす事ができなくなり、晩年まで足を引きずって歩いた。杖の代わりにパラソルを手にするようになると、パラソルを持つのが社交界で流行した。
- スイートピーが好きな花で、式典や晩餐会でスイートピーを飾らせた。そのおかげで各国でスイートピーが有名になった。
- カクテルの「アレクサンダー」はエドワード7世がその妃であるアリックスに捧げた「アレクサンドラ」に由来すると言われているが真偽は不明。
- マラソンの距離が42.195kmになったのは、1908年のロンドンオリンピックの際にアリックス自らスタート地点は宮殿の庭で、ゴール地点は競技場のボックス席の前にと注文をつけたことに由来している。当初はウィンザー城からシェファードブッシュ競技場の42km弱（26マイル）をルートとしていたものの、アリックスの注文によって半端な数字の距離（385ヤード）だけ延長され、それが現在まで続いている。
- ロンドン病院に関心が深く、頻繁に訪れていた。彼女の会った患者のひとりに「エレファント・マン」として知られるジョゼフ・メリックがいる[1]。
- 動物が非常に好きであり、彼女の居城であったサンドリンガム宮には多種の動物が贈られ、数が増えすぎた動物たちは動物園に寄贈された。愛犬家でもあり、屋外ではセントバーナード、ニューファンドランド、北極犬、バセットハウンド、チャウチャウ、ダックスフントなどを、室内ではパグ・狆・ペキニーズを飼っており、彼女の散歩の際は10匹以上の犬を連れていた。犬は彼女の命令に非常に従順であった。またケンネルクラブの後援者でもあり、彼女の犬は何度も品評会に出されて入賞している。彼女は夜になると夜食のサンドウィッチを部屋の外に運ばせ、こっそりとベッドの中で犬たちに食べさせていた。

## 子女
- 第1王子　アルバート・ヴィクター・クリスティアン・エドワード（1864年 - 1892年） - クラレンス公
- 第2王子　ジョージ・フレデリック・アーネスト・アルバート（1865年 - 1936年） - ジョージ5世
- 第1王女　ルイーズ・ヴィクトリア・アレクサンドラ・ダグマー（1867年 - 1931年） - ファイフ公アレグザンダー・ダフ夫人
- 第2王女　ヴィクトリア・アレクサンドラ・オルガ・メアリー（1868年 - 1935年）
- 第3王女　モード・シャーロット・メアリー・ヴィクトリア（1869年 - 1938年） - ノルウェー国王ホーコン7世妃
- 第3王子　アレクサンダー・ジョン・チャールズ・アルバート（1871年） - 誕生の翌日に死亡